# Rascjepka
Rascjepka ili zavlaka je jednostavni i jeftini strojni dio, koji se upotrebljava prvenstveno kao osigurač od ispadanja svornjaka i osigurači od odvijanja matice u vijčanim spojevima (obično s krunastom maticom). Standardizirane su prema DIN 94 (ISO 1234). Rascjepke se izrađuju prvenstveno od mekih konstrukcijskih čelika, a rjeđe od bakra, bronci i legura aluminija. Rascjepka ima manji promjer od promjera rupe u svornjaku ili vijku, što osigurava jednostavnu ugradnju. S obzirom na to da materijal rascjepke ima nisku granicu tečenja, oba njezina kraka mogu se nakon namještanja u svornjak ili vijak lako plastično deformirati i time spriječiti ispad rascjepke. Prilikom skidanja krakovi rascjepke ponovno se izravnaju i rascjepka se izvuče. U pravilu se pojedina rascjepka upotrebljava samo jednom.

## Veličine rascjepke
| Nominalni promjer [mm] | Veličina provrta [mm] | Za veličinu vijka [mm] |
| ---------------------- | --------------------- | ---------------------- |
| 1,5                    | 1,9                   | 6                      |
| 2                      | 2,4                   | 8                      |
| 2,5                    | 2,8                   | 10                     |
| 3                      | 3,4                   | 12, 14                 |
| 4                      | 4,5                   | 20                     |
| 5                      | 5,6                   | 24, 28                 |
| 6                      | 6,3                   | 30, 36, 42             |
| 8                      | 8,5                   | 48                     |